# Brusje
Brusje is een plaats in de gemeente Hvar in de Kroatische provincie Split-Dalmatië. De plaats telt 206 inwoners (2001).